# Kolayır (Samux)
Kolayır è un comune dell'Azerbaigian situato nel distretto di Samux. Conta una popolazione di 2 978 abitanti.